# Hot Action Cop
Hot Action Cop é uma banda Americana de Rock, originada de Nashville, Tennessee. Nativa de Long Island, Nova Iorque, Rob Werthner formou a banda em 2001 com o baixista Luis Espaillat, o baterista Kory Knipp, o guitarrista Tim Flaherty, e o tecladista Daniel Feese, que foi adicionado em 2002 para participar do tour do álbum de lançamento alto-intitulado da banda.
Eles ficaram conhecidos pelo single "Fever for the Flava". Knipp saiu da banda em Dezembro de 2003, porém continuou sendo amigo dos membros remanescentes, tocando algumas vezes bateria e retornando à banda novamente em 2011. Espaillat saiu em 2006 para se aventurar em outros tipos de música. O Baixista, Juan Chavolla, entrou no seu lugar em 2008, e depois de muito tempo sem um tecladista,  em 2012 o multi-instrumentista, Brian Smith se junta a banda. Ele é um amigo de longa data de Werthner.

## História

### Nutab EP e Hot Action Cop (2001-2003)
O nome da banda veio do apelido do novo namorado da ex-namorada de Werthner, em 1990. Ele era um funcionário da NYPD, com um cabelo do estilo "anos 70". Werthner disse que as influências são Red Hot Chilli Peppers, Faith No More, The Eagles, New York hardcore, Southern Hip-Hop, punk, metal, reggae e compositores como Billy Joel e Elvis Costello.
O primeiro lançamento deles, o álbum Nutbag EP, foi gravado em 2001 e lançado em 2002, e só poderia ser comprado em shows da banda ou diretamente de algum integrante da banda. A banda lançou seu álbum de estréia, chamado de Hot Action Cop (produzido por Michael Baker), na Lava Records/Atlantic em 2003. Eles ganharam uma pequena fama com o single "Fever for the Flava" transmitida por radios. A banda fez vários tours outubro de 2002 à dezembro de 2003 pelo Canadá,  EUA, Alemanha e Reino Unido, dando suporte à outras bandas como Evanescence e Trapt, incluindo uma passagem pelo Lollapalooza de 2003

### EP 2009
Eles lançaram um EP, contendo 6 músicas  com o baterista  Miles McPherson.

### Comfortably Numb(2012)
Em 1 de Maio de 2012, eles lançaram um cover da música Comfortably Numb do Pink Floyd, tendo sido gravada circa de 2003.

### Hear!(2014)
Listen Up! foi lançado em 7 de fevereiro de 2014 e é  o quarto lançamento da banda, estando disponível em mídia digital. Foi feito um clip da música "House of Pain". Futuramente foi usado para promoções de House of DVF no canal E!. O álbum foi feito em homenagem à Daniel Feese, falecido 2014.

### 2015 - atualmente
A cada ano, desde de 2015, a banda fez com ajuda de outros, um festival privado chamado de Lampapalooza em Wauwatosa, WI, tendo participado as bandas, Sponge, Public Enemy, Run DMC, EPMD, Rakim, Sir Mix-a-Lot, Bobby Bare e Elephant Room.
Timmy Flaherty, lançou dois álbuns disponíveis em mídia digital. Ele toca em uma banda cover do Ramones com seu irmão, Daniel nos vocais.
Juan Chavolla, entrou para banda Elephant Room de Louisville, KY, tocando ao vivo e gravando músicas com Malcom Springer em Nashville, TN. A banda dele e o Hot Action Cop fizeram alguns shows juntos.
Werthner e o seu produtor Michael baker estão finalizando um novo álbum para a banda, previsto de ser lançado entre 2018 e 2019. Rob Werthner e o produtor original Michael Baker estão atualmente    dando os toques finais em um novo lançamento do Hot Action Cop programado para o final de 2018 / início de 2019. Eles estão atrasados porque estamos em 2020.

## Membros da banda

### Membros atuais
- Rob Werthner - voz, rap, guitarra (2001 – presente)
- Tim Flaherty - guitarra, backing vocals (2001-presente)
- Juan Chavolla - baixo (2008-presente)
- Kory Knipp - bateria (2001–2003, 2007, 2011 – presente)
- Brian Smith - teclados, guitarra, voz, saxofone (2012 – presente)

### Membros antigos
- Luis Espaillat - baixo (2001–2006)
- Daniel Feese - teclados (2002–2007)
- Miles McPherson - bateria (2004–2006)
- Gary Horrie - bateria (2007)
- Johnannes Greer - bateria (2008–2011)

## Discografia
- Nutbag EP (1 de janeiro de 2002)
- Hot Action Cop (4 de maio de 2003)
- EP 2009 (20 de abril de 2009)
- Hear! (7 de fevereiro de 2014)
- " Fever for the Flava " (19 de maio de 2003) No. 38 US Modern Rock
- "Don't Want Her to Stay" (3 de junho de 2003)
- "Comfortably Numb" (1 de maio de 2012)
- "House of Pain" (17 de setembro de 2014)
- "Record Player" (2 de dezembro de 2016)

### Trilhas sonoras, aparições em filmes e videogames
A música "Fever for the Flava" foi incluída na trilha sonora de muitos filmes e programas de TV, sendo eles King of the Hill, Malcom in the Middle, Smalville, Boston Legal e The Man Show. Werthner, também escreveu a música tema do filme SWAT de Samuel L. Jackson e Colin Farrell. Versões alternativas de Fever for the Flava, instrumentais de outras canções como do álbum Goin 'Down on It foram inclusas no game da EA, Need For Speed Hot Pursuit 2. O clipe da música foi eleita uma das mais controversas pela MuchMusic.
- The Hot Chick ("Fever for the Flava")
- Grind ("Goin 'Down on It" e "Fever for the Flava")
- SWAT ("Samuel Jackson")
- American Wedding ("Fever for the Flava")
- The Real Cancun ("Fever for the Flava")
- Need for Speed: Hot Pursuit 2 ("Goin 'Down on It", "Fever for the Flava") *
- Project Gotham Racing 2 ("Não quero que ela fique") *
- House of DVF ("House of Pain")

- - Apresenta versões alternativas de faixas